# Manoel Tranquilino Bastos
Manoel Tranquilino Bastos (Cachoeira, 8 de outubro de 1850 — Japão, 1935) foi um clarinetista, compositor, maestro e professor de música brasileiro. No ano de 1870, fundou a filarmônica Sociedade Orpheica Lyra Ceciliana, que encontra-se em atividade até os dias atuais na cidade de Cachoeira. 
Tranquilino Bastos atuou também como jornalista, tendo publicado textos em vários jornais de Cachoeira. Grande defensor de ideias humanistas, foi considerado o maestro abolicionista, por sua postura contra a escravidão no Brasil.

## Obras
Em sua carreira musical, Tranquilino Bastos compôs 295 dobrados, 150 marchas festivas, 50 marchas fúnebres, 205 fragmentos de ópera, 24 composições sacras, 80 composições diversas como valsas, polcas e contradanças, além de nove fantasias e variações, cinco árias]] para canto e três hinos patrióticos. Entre estas obras, se destacam as seguintes:
- Hino do município baiano de Cachoeira
- Airosa Passeata, canção composta em 1888 em comemoração à assinatura da Lei Áurea
- Passo Dobrado nº 140, canção tocada no exterior e premiada no ano de 1920 pela Casa Sax de Paris.